# Grayenulla
Genre
Grayenulla est un genre d'araignées aranéomorphes de la famille des Salticidae.

## Distribution
Les espèces de ce genre sont endémiques d'Australie.

## Liste des espèces
Selon World Spider Catalog (version 18.0, 05/04/2017) :
- Grayenulla australensis Żabka, 1992
- Grayenulla dejongi Żabka, 1992
- Grayenulla nova Żabka, 1992
- Grayenulla spinimana Żabka & Gray, 2002
- Grayenulla waldockae Żabka, 1992
- Grayenulla wilganea Żabka & Gray, 2002
- Grayenulla wishartorum Żabka, 1992

## Étymologie
Ce genre est nommé en l'honneur de Michael R. Gray.

## Publication originale
- Żabka, 1992 : Salticidae (Arachnida: Araneae) from Oriental, Australian and Pacific regions, VII. Paraplatoides and Grayenulla - new genera from Australia and New Caledonia. Records of the Australian Museum, vol. 44, no 2, p. 165-183 (texte intégral).